# Friedenswoche der Berliner Jugend
Die Friedenswoche der Berliner Jugend war ein Kulturfestival in Ost-Berlin vom 16. bis 22. Juni 1988. Zu den bekanntesten Musikern gehörten James Brown, Heinz Rudolf Kunze und Bryan Adams.

## Hintergründe
Im Juni 1987 war es während eines Konzertmarathons vor dem West-Berliner Reichstag mit Bands wie Genesis und David Bowie  zu erheblichen Auseinandersetzungen zwischen Jugendlichen und der Volkspolizei auf der Ostseite der Mauer gekommen.
Für 1988 waren ähnliche Konzerte mit Pink Floyd (16. Juni), Rio Reiser, Udo Lindenberg und Nina Hagen (18. Juni) und Michael Jackson (19. Juni) geplant, die in dieser Zeit zu den beliebtesten Musikern in Deutschland gehörten.
Deshalb wurden von der FDJ für diese Tage große Gegenkonzerte mit prominenten Musikern auf der Radrennbahn Weißensee geplant. Bereits 1987 hatte  sie mehrere Open-Air-Konzerte mit Barclay James Harvest, Joe Cocker und Bob Dylan und weiteren bekannten West-Bands mit jeweils mehreren zehntausend Zuhörern organisieren können.
Zur Friedenswoche der Berliner Jugend wurden einige kleinere Veranstaltungen in der Stadt vom 16. bis 22. Juni 1988 veranstaltet. Höhepunkte waren aber die drei großen Open-Air-Konzerte.

## Konzerte

### 16. Juni
Das Konzert wurde unter das Motto Bunt gegen Apartheid  gesetzt, da am 16. Juni 1976 über 100 Schulkinder in Soweto getötet worden waren. (Einige Tage vorher hatte es im Londoner Wembleystadion das große Konzert für  Nelson Mandela gegeben.) Es kamen etwa 70.000 Zuhörer.
Die Bands waren:
- NO 55 (DDR)
- Mr. Adapoe (DDR)
- Rainbirds (West-Berlin)
- Die Zöllner (DDR)
- The Wailers	 (Jamaika/Großbritannien), ehemalige Band von Bob Marley
- James Brown (USA), bekannter Soulmusiker

### 18. Juni
Die Bands waren:
- Rockhaus (DDR)
- Voo Voo (Polen)
- Fischer-Z (Großbritannien)
- Marillion (Großbritannien)

### 19. Juni
Es kamen etwa 120.000 Zuhörer, die Moderation hatten der westdeutsche Diether Dehm und die Eiskunstläuferin Katarina Witt, die allerdings lautstark ausgepfiffen wurde. Das Konzert wurde unter das Motto Für einen kernwaffenfreien Korridor in Mitteleuropa gestellt, da am folgenden Tag eine große Konferenz in Ost-Berlin dazu begann.
Die Bands waren:
- Bots (Niederlande)
- City (DDR)
- Heinz Rudolf Kunze & Verstärkung (Bundesrepublik Deutschland)
- Hannes Wader	(Bundesrepublik Deutschland)
- Big Country (Großbritannien)
- Bryan Adams (Kanada)

## Weitere Einzelheiten
Karten
Viele Karten wurden über die FDJ-Grundorganisationen in der DDR verteilt, die allerdings die große Nachfrage nicht decken konnten. So erhielt zum Beispiel die Technische Hochschule Ilmenau nur fünf Karten.
Die Besucher wurden mit Sonderzügen nach Berlin gefahren. Dieses führte allerdings dazu, dass sie vorzeitig das Konzert mit Bryan Adams am Sonntag abend  verlassen mussten, um den Rückreisezug noch rechtzeitig zu erreichen.
James Brown
Der populäre Soulmusiker James Brown erschien zunächst nicht zur Pressekonferenz vor dem Konzert, weil er noch eine Trockenhaube für seine Haare brauchte. Danach bat er um zwei Frauen, die dann tatsächlich innerhalb einer halben Stunde kamen. Nach einer weiteren halben Stunde  kam James Brown endlich zur Pressekonferenz. Am 17. Juni gab er ein zweites großes Konzert in der Werner-Seelenbinder-Halle.
Liedverbot für City
Der DDR-Rockband City wurde unmittelbar vor ihrem Auftritt von dem FDJ-Funktionär und stellvertretendem Kulturminister Hartmut König gebeten, das Lied Halb und halb nicht zu singen, da es darin um die geteilte Stadt Berlin ging. Angeblich soll auch die Anwesenheit von FDJ-Chef Egon Krenz im Publikum dafür eine Rolle gespielt haben. Der Sänger Toni Krahl sagte dies dann auf der Bühne und las stattdessen den Text des Liedes vor.
Musikaufnahmen
Die Konzerte wurden vom Fernsehen und vom Rundfunk der DDR aufgezeichnet und in voller Länge gesendet. Es sind einige Teile noch im Internet verfügbar.

## Nachwirkungen
Während der Konzerte vor dem West-Berliner Reichstag gab es in diesen Tagen wesentlich weniger Zuhörer auf Ost-Berliner Seite als im Vorjahr und auch weniger Festnahmen.  Das Konzert von David Bowie war zudem kaum zu hören.
Im Juli spielte Bruce Springsteen in Weißensee vor mindestens 160.000 Zuhörern, was das größte Konzert seiner Karriere und in der Geschichte der DDR war.
Im Jahr 1989 gab es keine Wiederholung der Friedenswoche der Berliner Jugend.